# Mónica Araya
Mónica Araya es una escritora y activista costarricense defensora de un transporte libre de emisiones. Ha sido clave para convertir a su país en líder en energía libre de fósiles. Fue considerada una de las mujeres más influyentes e inspiradoras de la BBC en 2021.

## Trayectoria
Araya nació en Costa Rica. Tiene más de veinte años de experiencia como defensora de una vida sostenible. Tiene una maestría de la Universidad Nacional de Costa Rica y una maestría y un doctorado de la Universidad de Yale.
Araya comenzó a trabajar en el grupo de expertos del think-tank E3G (Third Generation Environmentalism) en 2009 y estuvo empleada por el mismo hasta 2011.
Escribe y en "International Investment for Sustainable Development: Balancing Rights and Rewards (Inversión internacional para el desarrollo sostenible: equilibrio de derechos y recompensas)" explicó en 2012 cómo la inversión extranjera directa se ha considerado importante para el cambio en los países desarrollados. Sin embargo Araya considera que no hay pruebas al respecto. Ella tiene en cuenta cómo las empresas, las fuerzas del mercado y las organizaciones no gubernamentales pueden influir en el cambio ambiental.
En 2016 formó parte del mayor grupo de mujeres que visitó la Antártida. En ese año dio una charla TED sobre la situación energética en Costa Rica. A pesar de ser un país en desarrollo, generan casi toda su electricidad a partir de fuentes renovables. Sin embargo, como país, el 70% de su energía procedía del petróleo y esto se debía principalmente a la energía necesaria para el transporte. El vídeo de esa charla llegó a tener 1,4 millones de visitas en 2021.
Las charlas TED de Araya incluyen una entrevista de Chris Anderson. Su charla explica cómo se puede transformar el transporte para que funcione con energía eléctrica y habla de una campaña global llamada "Drive Electric". Araya fundó la organización ciudadana Costa Rica Limpia, que ha contribuido a establecer a Costa Rica como líder en sostenibilidad. Durante la COP26 en Glasgow fue entrevistada por Dave Malkoff del Weather Channel.

## Premios y reconocimientos
En 2021 fue reconocida como una de las 100 mujeres de la BBC, como "defensora del transporte libre de emisiones". La BBC la reconoció en su categoría científica como una de las mujeres más "influyentes e inspiradoras" del año.